# Gail Laughlin

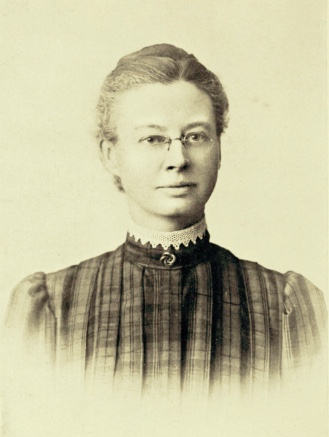
Gail Laughlin in 1914

Abbie "Gail" Hill Laughlin (7 mei 1868 - 13 maart 1952) was een Amerikaanse advocaat, suffragette, een expert voor de industriële commissie van de Verenigde Staten en een lid van de senaat van Maine. Ze was de eerste vrouw die rechten beoefende in Maine. Ze was de nationale vice-voorzitter van de suffragette-beweging en voorzitter van de National Federation of Business and Professional Women’s Clubs. Ze werd na haar dood opgenomen in de Maine Women's Hall of Fame in 1991.

## Jonge jaren
Gail Laughlin werd geboren in Robbinston, Maine. Haar ouders waren Robert Laughlin en Elizabeth (Stuart) Laughlin. Ze was een van de negen kinderen. Haar moeder kwam uit St. Stephen, New Brunswick en haar vader kwam uit Belfast, Ierland. Haar vader stierf op 56-jarige leeftijd in 1876 en liet haar moeder achter met zes kinderen, want twee stierven op jonge leeftijd. De familie keerde terug naar de geboortestad van Elizabeth Laughlin, St. Stephen, New Brunswick voor financiële steun van familie. In 1880 verhuisde het gezin naar Portland, Maine, waar de oudste broer van Laughlin werkte als bediende. Met de financiële steun van haar broers kon Gail Laughlin naar de Portland High School gaan.

## Onderwijs
Laughlin studeerde in 1886 af aan de Portland High School. Ze ontving de Brown Medal Award voor het behalen van de hoogste cijfers van alle meisjes in haar jaar. Ze kreeg een gedeeltelijke beurs voor het Colby College, maar kon het zich niet veroorloven om er naar toe te gaan. Ze ging werken en begon te sparen voor Wellesley College, haar droomschool. Laughlin's eerste baan was als boekhouder bij een China-importbedrijf waar ze vier dollar per week verdiende. Nadat ze genoeg geld had gespaard, ging ze naar Wellesley College. Daar begon ze en was ze president van de Agora Society die zich richtte op het vergroten van de kennis van studenten over politiek. Bij haar afstuderen hield ze een toespraak voor de leden van de Agora Society over de Wilson-tariefrekening die op de voorpagina van de American Economist werd gepubliceerd door het Home Market Bulletin. Ze ontving vijftig dollar voor de publicatie die haar opleiding zou bevorderen. In 1894 behaalde Laughlin een Bachelor of Arts diploma in Wellesley. Na haar afstuderen kreeg ze een baan aangeboden als redacteur voor de American Economist. Met deze baan kon ze geld sparen en haar droom om te werken met de wet en in de politiek nastreven.
Na twee jaar bij de American Economist te hebben gewerkt, had Gail genoeg geld gespaard om zich aan te melden bij Cornell Law School. Tijdens haar interview met de school kreeg ze te horen dat ze alleen zou worden geaccepteerd als er open stoelen waren die mannen niet konden bezetten. Zij en drie andere vrouwen werden toegelaten tot de Cornell Law School in 1896 samen met hun 123 mannelijke klasgenoten. Twee jaar later, in 1898, studeerde ze af aan de Cornell Law School. Gail Laughlin slaagde voor het balie-examen in New York in 1899 en opende haar eerste advocatenkantoor in 1900.

## Carrière
Laughlin was de eerste vrouw uit Maine die rechten beoefende. Haar kantoor in New York bloeide niet zoals ze gehoopt had. Ze werd aangeboden en aanvaardde een baan van kolonel Albert Clark, de man die verantwoordelijk was voor het publiceren van haar toespraak in de American Economist, waar ze de arbeidsomstandigheden van huishoudelijk personeel moest inspecteren bij de Amerikaanse industriële commissie. Het was haar taak om de arbeidsomstandigheden van werknemers in de huishoudelijke dienst te inspecteren, te observeren en erover te rapporteren in een poging de arbeidsomstandigheden van werknemers te verbeteren. Na twee jaar onderzoek publiceerde ze een rapport van achtentwintig pagina's voor de United States Industrial Commision waarin het onrecht werd beschreven waarmee vrouwen met meerdere demografische gegevens te maken hadden in de binnenlandse dienst. Laughlin ontdekte dat vrouwen minder betaald kregen dan mannen voor gelijk werk en dat ze te maken kregen met veel onredelijke eisen.
Haar werk met de United States Industrial Commision inspireerde haar om een deel van haar leven te wijden aan de vrouwenbeweging. Ze werkte de volgende vier jaar van haar leven (1902-1906) met de National American Woman Suffrage Association. Laughlin reisde naar het westen om de stemming en gelijke rechten voor vrouwen te promoten. In 1906 landde ze in Denver, Colorado, waar ze sinds 1893 stemrecht hadden. Ze opende haar tweede advocatenkantoor in Denver in 1906. Ze bracht haar tijd door in Denver en diende op elf stads- en staatsraden. Tijdens haar tijd in Colorado raakte ze bevriend met Dr. Marguerite Sperry die haar overtuigde terug te keren naar Marguerite's geboorteplaats Californië. De twee waren levenspartners van 1903 tot 1919 toen Dr. Sperry stierf. Sperry's as werd begraven met Laughlin in Maine.
Laughlin opende haar derde advocatenkantoor in 1914 in San Francisco, Californië. Daar diende ze in de centrale commissie van de Republikeinse staat, werd ze lid van de Nationale Vrouwenpartij, was ze rechter in de politierechtbanken, was ze een van de oprichters van de National League for Women's Services en stelde ze een wet op die vrouwen toestond om een deel van de jury te zijn in Californië.
In 1919 reisde Laughlin naar St. Louis, Missouri om de eerste conventie bij te wonen van de National Federation of Business and Professional Women's Clubs waarvan zij mede-oprichter was. Het doel van deze bijeenkomst was om vrouwen te verenigen en zich te concentreren op de ongelijkheden waarmee vrouwen worden geconfronteerd op de werkvloer. Op het congres gaf Laughlin de openingstoespraak. Ze was een verbindend symbool voor de verkiezingsbeweging. Aan het einde van de conventie werd ze verkozen tot president van de National Federation of Business and Professional Women's Clubs.
Laughlin kreeg heimwee naar haar geboorteplaats New England. Ze keerde terug naar Portland, Maine in 1924. Ze begon rechten te beoefenen met haar broer Frederick.
In 1927 werkte Laughlin aan het amendement inzake gelijke rechten. Ze had media-aandacht nodig voor de wetgeving. Zij en 200 anderen reisden naar de Rapid City, South Dakota om president Coolidge in het nauw te drijven en massale media-aandacht te krijgen. Het doel was om de wetgeving in de volgende sessie te legaliseren, maar president Coolidge kondigde aan dat hij niet voor een tweede termijn zou lopen en geen ondersteuning bood.
Laughlin wilde meer impact hebben op Maine en die kwam er. De Women's Literacy Union had een petitie opgesteld met 1.000 handtekeningen waarop mevrouw Laughlin zich kandidaat stelde voor de Maine State Legislature. In 1929 werd ze verkozen tot de Maine State Legislature en diende ze drie termijnen [2] Tijdens haar tijd bij de Maine State Legislature diende ze vele wetsvoorstellen in en keurde ze een paar wetten goed die het welzijn van vrouwen omringen. Ze werkte met succes om de minimumleeftijd voor het huwelijk van meisjes te verhogen van dertien naar zestien, en nam een wet aan die de onwetmatige toewijding van vrouwen aan mentale instellingen verhinderde. Ze bleef werken aan het verhogen van de lonen voor vrouwen, het verminderen van de veeleisende uren die vrouwen werkten, waardoor vrouwen 's nachts en na het huwelijk konden werken, en voor vrouwen om in jury's te mogen worden opgenomen. Laughlin verhuisde naar de senaat in 1935 en diende tot 1941. Na de Senaat werd Laughlin de eerste vrouwelijke registreerder van rechterlijke beslissingen, waar ze tot 1945 werkte.

## Later leven
Laughlin bleef als advocaat werken tot 1948, dat jaar kreeg zij op 78-jarige leeftijd een lichte beroerte. In 1952 kreeg ze een tweede beroerte en stierf op 83-jarige leeftijd. Ze werd postuum opgenomen in de Maine Women's Hall of Fame in 1991.
- International Standard Name Identifier: 0000 0000 4285 3766
- Library of Congress Control Number: no89020794
- Nationale Bibliotheek van Israël: 987007381552005171
- Virtual International Authority File: 14328159
- WorldCat: E39PBJycTtKvjhB3ymPVpPhvHC